# Gun
Denna artikel handlar om förnamnet Gun, för fler betydelser, se Gun (olika betydelser)
Gun eller Gunn är ett kvinnonamn med nordiskt ursprung, bildat av gunnr med betydelsen 'strid'. I nordisk mytologi var Gun en av valkyriorna, och omnämns som en av de valkyrior som tillsammans med Rota och Skuld red ut till slagfälten för att välja ut de krigare som skulle stupa. Ett avsnitt på Rökstenen har tolkats: "Gunns häst ser föda på slagfältet”, där kenningen ”Gunns häst” skulle betyda ”vargen” – det djur som Gunn ansågs rida på.[källa behövs] Motsvarande manliga namn är Gunnar.
Under 1930-, 1940- och 1950-talen var Gun mycket vanligt bland de nyfödda, det är fortfarande ett av de 50 vanligaste kvinnonamnen i de äldre generationerna och ett av de 60 vanligaste räknat på alla svenskor. Under många år var det också vanligt att använda Gun i dubbelnamn, till exempel Gun-Britt. Numera är dock namnet relativt ovanligt som tilltalsnamn.[källa behövs]
Den 31 december 2014 fanns det totalt 34 820 kvinnor folkbokförda i Sverige med namnet Gun eller Gunn, varav 21 010 bar det som tilltalsnamn.
Namnsdag: I Sverige 1 juni (sedan 2001, 1986-1993: 9 januari). I den finlandssvenska namnsdagslängden har Gun namnsdag 1 november sedan 1995. Före det hade Gun namnsdag 22 april 1950–1994.

## Personer med namnet Gun/Gunn
- Gun Adler, svensk skådespelare
- Gun Allroth, svensk journalist

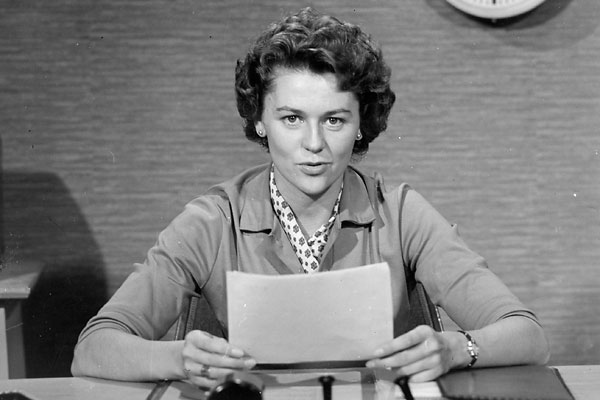
Gun Hägglund

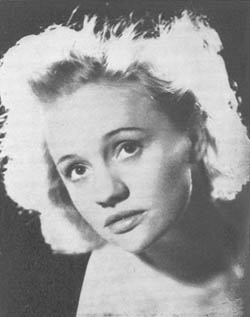
Gunn Wållgren

- Gunn Margit Andreassen, norsk skidskytt
- Gun Arvidsson, svensk skådespelare och regissör
- Gun Brandelius, svensk skådespelare och sångerska
- Gun Fors, svensk skådespelare
- Gun Gordillo, svensk-dansk konstnär
- Gun Hellberg, svensk skådespelare
- Gun Hellsvik, svensk politiker (m), statsråd
- Gun Holmquist, svensk skådespelare
- Gun Hägglund, svensk programledare
- Gun Johansson, svensk friidrottare
- Gun Jönsson, svensk skådespelare och regissör
- Gun Kessle, svensk konstnär, fotograf och författare
- Gunn Leander-Bjurström, svensk textilkonstnär
- Gun Lund, svensk dansare och koreograf
- Gun Nowak, svensk företagare
- Gun Olsson, svensk friidrottare
- Gun Robertson, svensk skådespelare
- Gun Röring, svensk gymnast, OS-guld 1952
- Gun Skoogberg, svensk ballerina
- Gun Sorling, svensk friidrottare
- Gun Svensson, svensk bloggare och politiker (pp)
- Gunn Wållgren, svensk skådespelare
- Gun-Britt Sundström, svensk författare, översättare och litteraturkritiker